# Streptosolen jamesonii

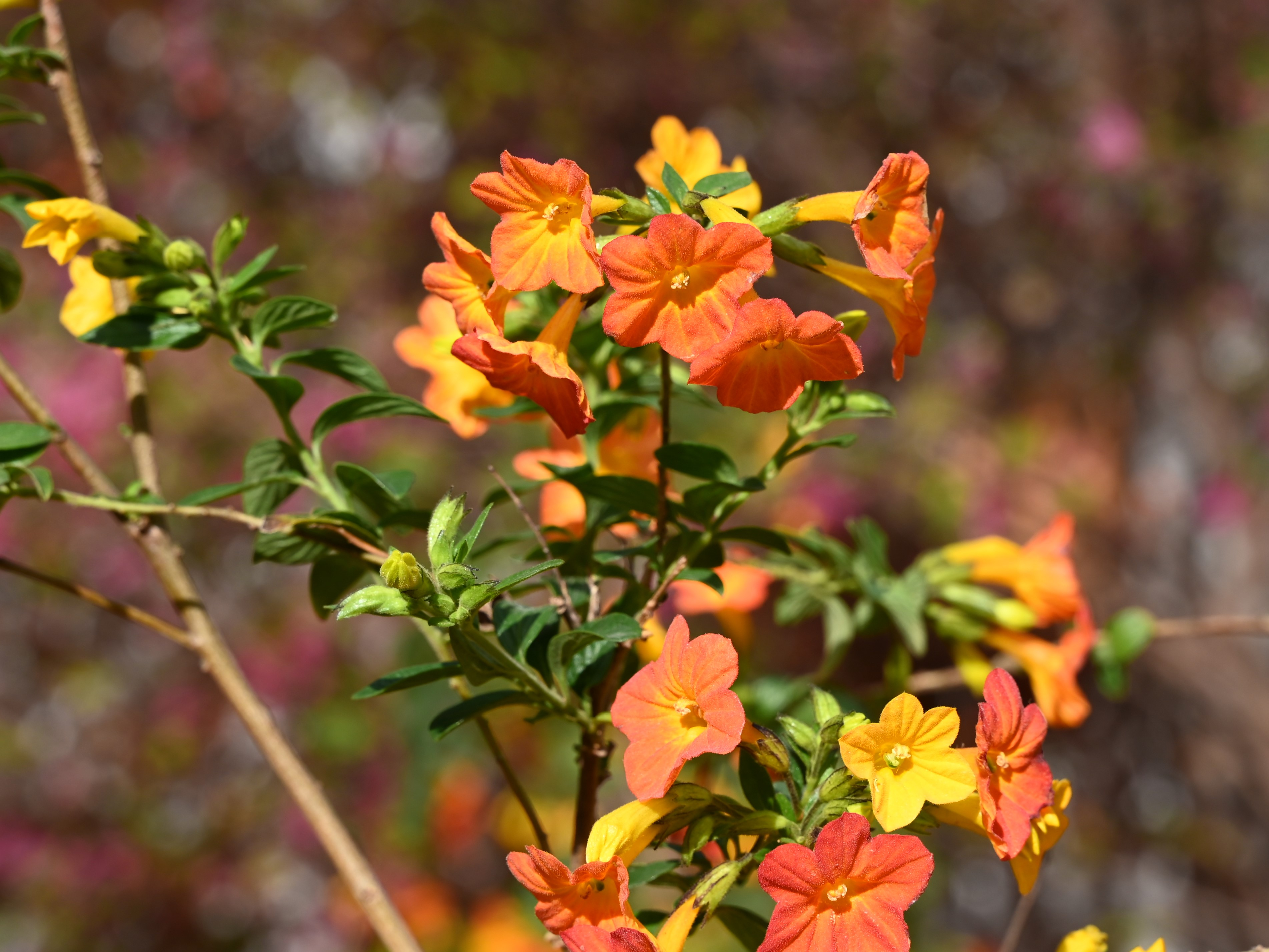
Blütenstand

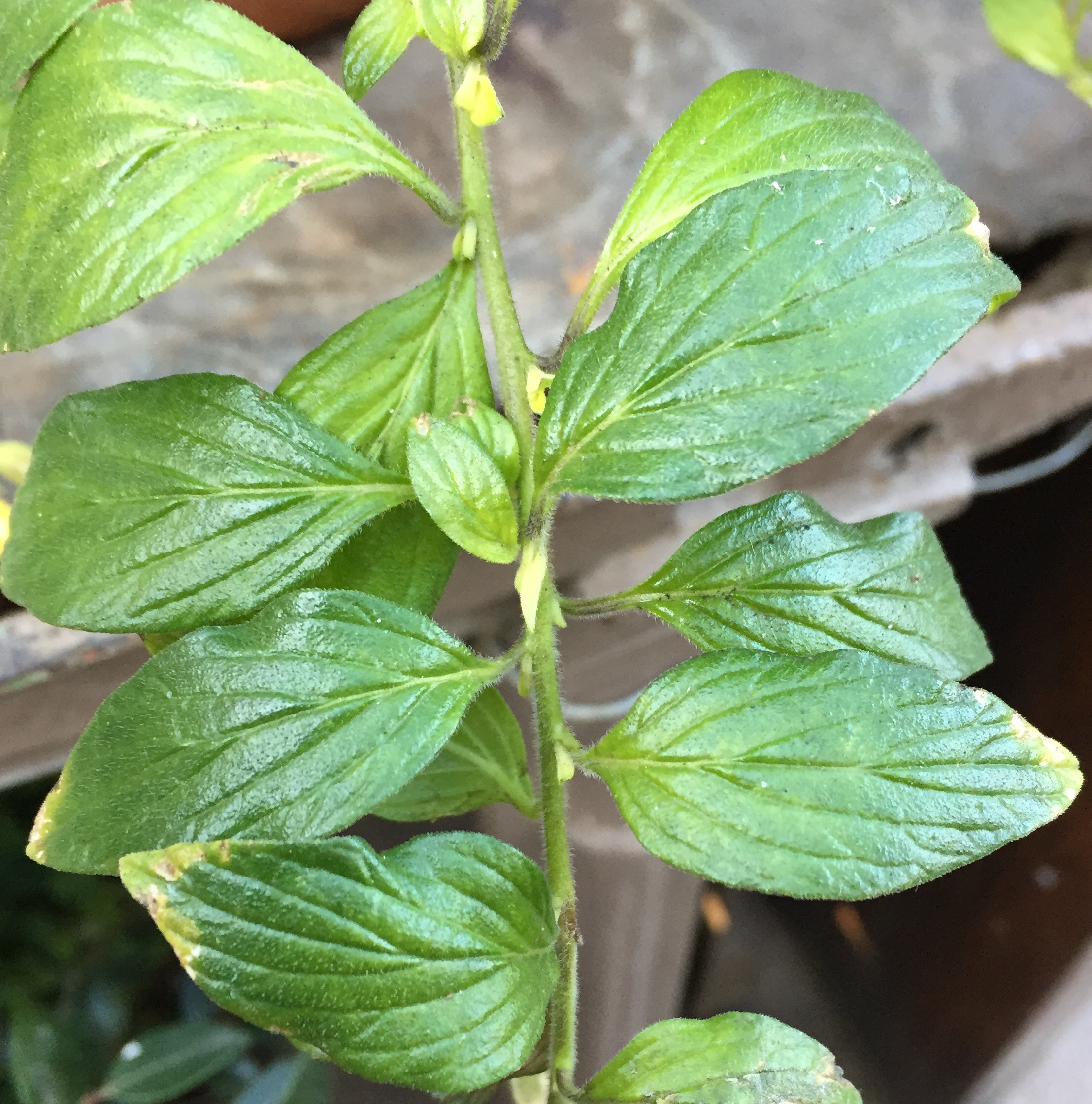
Blätter

Streptosolen jamesonii ist eine Pflanzenart in der Familie der Nachtschattengewächse (Solanaceae). Sie ist die einzige Art der Gattung Streptosolen.

## Beschreibung

### Vegetative Merkmale
Streptosolen jamesonii sind meist immergrüne, schuppig behaarte, 1,5 bis 2,5 (selten bis 3,5) m hohe Sträucher, die dicht verzweigt sind. Die dichte Behaarung besteht aus drüsigen Trichomen, deren Stiel einreihig ist und deren Kopf aus ein bis vier Zellen besteht, die parallel zum Stiel stehen. In der Epidermis und der Rinde des Stammes werden Steinzellen gebildet, die Endodermis enthält Casparische Streifen. 
Die Blattspreiten der Laubblätter sind eiförmig bis elliptisch, kurz gestielt, leicht lederig und etwas runzelig und rau. Die mehr oder weniger behaarte Unterseite zeigt deutlich ausgeprägte Blattadern, auf der Oberseite fehlen die Spaltöffnungen. Die Blätter sind ganzrandig und spitz bis stumpf.

### Blütenstände und Blüten
Die zwittrigen Blüten stehen in endständigen, schirmtraubigen Zymen an 5 bis 16 mm langen Blütenstielen. Der röhrenförmige Kelch ist zygomorph, mit netzartigen Nerven durchzogen und 8 bis 10 mm lang. Die vier oder fünf Kelchzähne sind ungleich lang und kürzer als die Kelchröhre. Die goldgelbe oder goldrote, trichterförmige Krone ist zygomorph und 22 bis 30 mm lang. Die leicht spiralig verdrehte Kronröhre ist nicht bauchig, der Kronsaum ist leicht schräg, eher schmal, der Durchmesser beträgt bis zu 18 mm. Die fünf Kronlappen sind breit und sehr kurz, spitz zulaufend oder verlängert.
Die vier didynamischen Staubblätter haben behaarte Staubfäden. Das obere, lateral (seitlich) gelegene Paar ist etwa zwischen 2/3 und 3/4 der Kronröhre befestigt, hat kürzere Staubfäden von etwa 3 mm Länge und kleinere Staubbeutel, bei denen eine Theka meist zurückgebildet oder klein ist oder auch gar nicht existiert. Das andere Paar hat Staubfäden von bis zu 12 mm Länge, die nah dem unteren 1/4 der Krone befestigt sind, die Staubbeutel sind mit 2,5 × 1,8 mm deutlich größer. Die Pollen sind kugelig abgeflacht bis kugelig, etwa 33,5 × 36 µm groß und besitzt (selten nur fünf) sieben bis acht vergleichsweise große Aperturen. Die Pollenkornwand (Exine) ist streifig-faltig. Die Nektarien sind ringförmig und dick. Der zweikammerige und kurz gestielte Fruchtknoten ist oberständig mit langem Griffel und zweilappiger Narbe.

### Früchte und Samen
Die Früchte sind kugel- oder eiförmige, vielsamige, zweiklappige Kapseln im beständigen Kelch, die etwa 4–5 mm lang sind und 60 bis 80 Samen enthalten. Diese sind 0,6 bis 0,9 mm lang, kubisch-verlängert, die Oberfläche ist netzartig strukturiert.

### Weitere Merkmale
In vier durchgeführten Untersuchungen wurde als Basischromosomenzahl sowohl n = 11 als auch n = 12 festgestellt. Die Pflanze enthält Nikotin, Nornikotin und Anabasin.

## Vorkommen
Die einzige Art der Gattung Streptosolen wächst in Ecuador, Peru und wahrscheinlich auch im südlichen Kolumbien in einer Höhe von 1.200 bis 2.500 m. Gelegentlich wird sie in Gärten wegen ihrer auffallenden Blüte als Zierpflanze gezogen.